# Felix Busch
Felix Busch, vormals Felix Emil Johannes Friedländer (* 18. August 1871 in Konstantinopel; † 16. August 1938 bei Tutzing) war ein deutscher Verwaltungsjurist.

## Leben

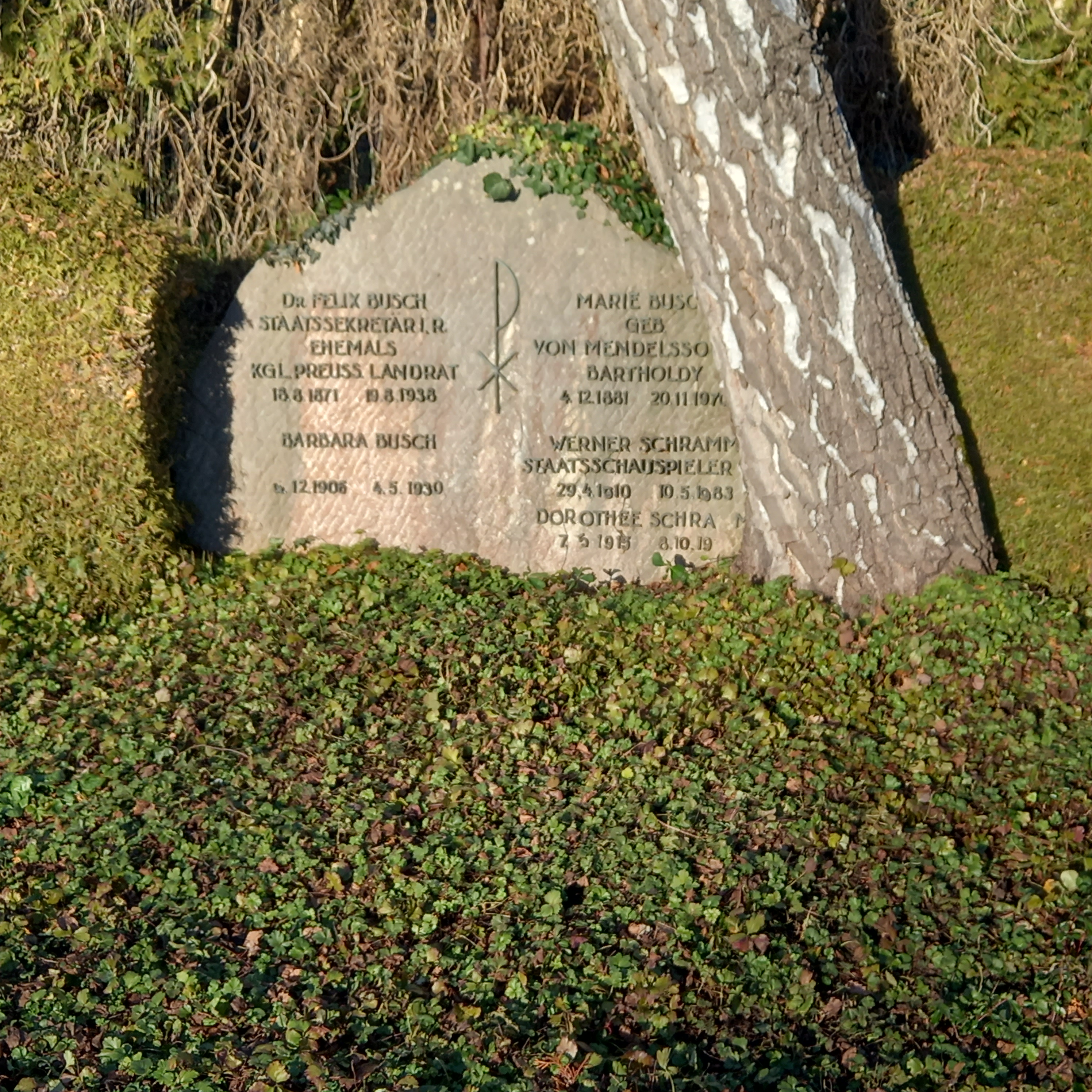
Das Grab von Felix Busch und seiner Ehefrau Marie, geborene von Mendelssohn-Bartholdy, auf dem Neuen Friedhof in Tutzing

Felix Buschs Vorfahren aus der Familie Friedländer waren Anfang des 19. Jahrhunderts vom jüdischen zum evangelischen Glauben übergetreten. Felix war ein Sohn von Justus Friedländer, dem deutschen Konsul in Istanbul bzw. Konstantinopel, und ein Enkel von Benoni Friedländer. Seine Mutter heiratete den Diplomaten Clemens Busch, der den zehnjährigen Felix 1881 adoptierte.
Felix Busch heiratete am 14. Februar 1906 Marie Fanny Margarete von Mendelssohn-Bartholdy, eine Tochter von Ernst von Mendelssohn-Bartholdy. Die Töchter Charlotte Busch und Dorothee Schoeps emigrierten in der Zeit des Nationalsozialismus.

### Ausbildung
Nach Privatunterricht besuchte Busch von 1885 bis 1890 das Königliche Wilhelms-Gymnasium in Berlin und die Landesschule Pforta. Nach dem Abitur studierte er ab 1890 Rechts- und Staatswissenschaft an der Ruprecht-Karls-Universität Heidelberg, ab 1891 an der Ludwig-Maximilians-Universität München und der Berliner Friedrich-Wilhelms-Universität. 1893 wurde er Mitglied des Corps Guestphalia Heidelberg. Nach dem Referendarexamen im Mai 1893 promovierte er am 2. August 1893 in Heidelberg zum Dr. iur. Als Einjährig-Freiwilliger diente er 1893/94 im (preußischen) 1. Badischen Leib-Dragoner-Regiment Nr. 20 in Karlsruhe.
Ab Oktober 1894 arbeitete er als Gerichtsreferendar am Spandauer Amtsgericht. Busch untersuchte Vererbungsgewohnheiten des landwirtschaftlichen Grundbesitzes in der Provinz Westpreußen. Diese wurden 1910 veröffentlicht. Ferner beschäftigte sich Busch mit Agrarpolitik. 1896 wechselte Busch vom Justiz- in den Verwaltungsdienst der Krone Preußen. Am 11. Januar 1897 zum Regierungsreferendar ernannt, arbeitete er ein Jahr beim Landratsamt Hanau und bei der Stadtverwaltung Hanau. Nachdem er am 24. Februar 1900 die Große Staatsprüfung bestanden hatte, wurde er am 5. April 1900 zum Regierungsassessor ernannt.
Im Sommer 1900 besuchte Busch mehrere Industriegebiete in Großbritannien, u. a. London und Edinburgh. 1901 ließ er sich beurlauben und arbeitete als Volontär bei der Norddeutschen Bank in Hamburg, der Hamburger Börse und der Disconto-Gesellschaft in Berlin. In dieser Zeit beschäftigte er sich mit Volkswirtschaftslehre und erlernte die englische Sprache.

### Landrat
Im März wurde er dem Landratsamt Herford als Regierungsassessor zugewiesen. Hier war er für Sozialversicherungs- und Militärersatzgeschäfte sowie für Polizeiangelegenheiten zuständig. Im April 1902 wurde er Dezernent beim Oberpräsidium der Provinz Posen. Ab November 1904 war er im Ministerium des Innern für nationalpolitische Angelegenheiten zuständig.
Am 17. Juni 1905 wurde ihm zunächst die kommissarische Verwaltung des Landratsamtes Hörde im Regierungsbezirk Arnsberg übertragen. Am 13. Dezember desselben Jahres wurde er zum Landrat ernannt. Er schlichtete mehrere Streiks im Bergbau, setzte sich für eine Verbesserung der Geflügelzucht und der Elektrizitäts- und Wasserversorgung sowie für den Aufbau von Volksbibliotheken ein.
Nachdem er vier Jahre im Preußischen Finanzministerium gearbeitet hatte, wurde er am 1. Juli 1911 als Geh. Oberregierungsrat (zunächst kommissarisch) Landrat des Kreises Niederbarnim. Er bekämpfte das Groß-Berlin-Gesetz und förderte die Verbesserung der Gas-, Wasser- und Energieversorgung. Der Ausbruch des Ersten Weltkriegs setzte diesen Aktivitäten ein Ende. Stattdessen mussten die Kriegsfürsorge organisiert und die Arbeiten verschiedener Wohltätigkeitsverbände koordiniert werden. 1916 verfassten Busch und sein Kollege im Landkreis Teltow Adolf von Achenbach eine an das Innenministerium gerichtete Denkschrift, in der sie das System der Selbstverwaltung der Städte, Kreise und Gemeinden kritisierten. Infolgedessen wurde der Preußische Landkreistag gegründet.

### Links und rechts am falschen Platz
Am 30. August 1917 trat Busch den Posten eines Unterstaatssekretärs im Finanzministerium an. Er befreundete sich mit Johannes Popitz.
In der Weimarer Republik folgte er nicht der persönlichen Aufforderung Wolfgang Kapps zur Teilnahme am Kapp-Putsch. Trotzdem wurde er wegen seiner monarchistischen Einstellung am 16. April 1920 wegen „Illoyalität“ in den einstweiligen Ruhestand versetzt. 1933 wurde er von den Nationalsozialisten gezwungen, seinen Gutsbesitz in Büssow bei Friedeberg (Neumark) zu verkaufen. Er zog mit seiner Frau nach Tutzing am Starnberger See. Hier schrieb er von 1933 bis 1936 seine Autobiographie »Aus dem Leben eines königlich-preußischen Landrats«. Der Historiker Julius H. Schoeps, der Enkel von Felix Busch, gab die Edition kommentiert 1991 heraus.

### Ehrenämter
- Vorsitzender des Verbandes deutscher öffentlich-rechtlicher Kreditanstalten
- Aufsichtsratsvorsitzender der Deutschen Landesbankenzentrale
- Mitglied des Vorläufigen Reichswirtschaftsrats

### Tod
Felix Busch  nahm sich durch den Sprung aus einem fahrenden Zug bei Tutzing das Leben. Drei Tage später, am 19. August 1938, wurde er in Tutzing beigesetzt.

## Ehrungen
- Roter Adlerorden IV. Klasse (23. Januar 1907)
- Preußischer Kronenorden III. Klasse (18. Januar 1911)
- Geh. Oberfinanzrat (7. August 1911)
- Buschallee in Berlin-Weißensee[1]